# Jabonga (Agusan del Norte)
Jabonga is een gemeente in de Filipijnse provincie Agusan del Norte op het eiland Mindanao. Bij de laatste census in 2007 had de gemeente ruim 23 duizend inwoners.

## Geografie

### Bestuurlijke indeling
Jabonga is onderverdeeld in de volgende 15 barangays:
| - Baleguian - Bangonay - A. Beltran - Bunga - Colorado - Cuyago - Libas - Magdagooc | - Magsaysay - Maraiging - Poblacion - San Jose - San Pablo - San Vicente - Santo Niño |

## Demografie
Jabonga had bij de census van 2007 een inwoneraantal van 23.052 mensen. Dit zijn 2.551 mensen (12,4%) meer dan bij de vorige census van 2000. De gemiddelde jaarlijkse groei komt daarmee uit op 1,63%, hetgeen lager is dan het landelijk jaarlijks gemiddelde over deze periode (2,04%). Vergeleken met de census van 1995 is het aantal mensen met 2.856 (14,1%) toegenomen.

De bevolkingsdichtheid van Jabonga was ten tijde van de laatste census, met 23.052 inwoners op 293 km², 78,7 mensen per km².